# لی‌تاون (میسیسیپی)
لی‌تاون (به انگلیسی: Leetown) یک منطقهٔ مسکونی در ایالات متحده آمریکا است که در میسیسیپی واقع شده‌است. لی‌تاون ۴۶٫۹۴ متر بالاتر از سطح دریا قرار دارد.